# Gareth Edwards (réalisateur)
Pour les articles homonymes, voir Edwards et Gareth Edwards (homonymie).
Gareth Edwards est un réalisateur et scénariste britannique, né le 13 juillet 1975 à Nuneaton (Angleterre). Il se fait connaître grâce aux films Monsters (2010),, Godzilla (2014) et Rogue One: A Star Wars Story (2016).

## Biographie

### Jeunesse
Gareth James Edwards naît le 13 juillet 1975 à Nuneaton, dans le Warwickshire (Angleterre). Dès sa plus tendre enfance, il désire travailler à la réalisation de ses propres films après avoir vu la saga Star Wars.

### Carrière
Gareth Edwards fait tout d'abord ses armes en créant des effets spéciaux pour la série documentaire à gros budget Heroes and Villains, dans l'épisode Attila le Hun (2008), réalisée par la chaîne BBC. Cette production nécessite la réalisation de 250 effets visuels — notamment avec Paul Bryers (en). Grâce à cela, il commence à acquérir une reconnaissance internationale. Il présente son travail au festival anglais Sci-Fi-London. L'objectif de ce festival est de réaliser un film avec des contraintes de temps (48 heures) et de moyens (un seul acteur). Il remporte ce festival en 2008.
En 2010, il obtient vraiment une reconnaissance internationale grâce à son premier long métrage Monsters, pour lequel il récolte les prix du la meilleure réalisation à la 13e cérémonie des British Independent Film Awards et du meilleur premier long métrage à la 6e cérémonie des Austin Film Critics Association Awards en décembre de la même année.

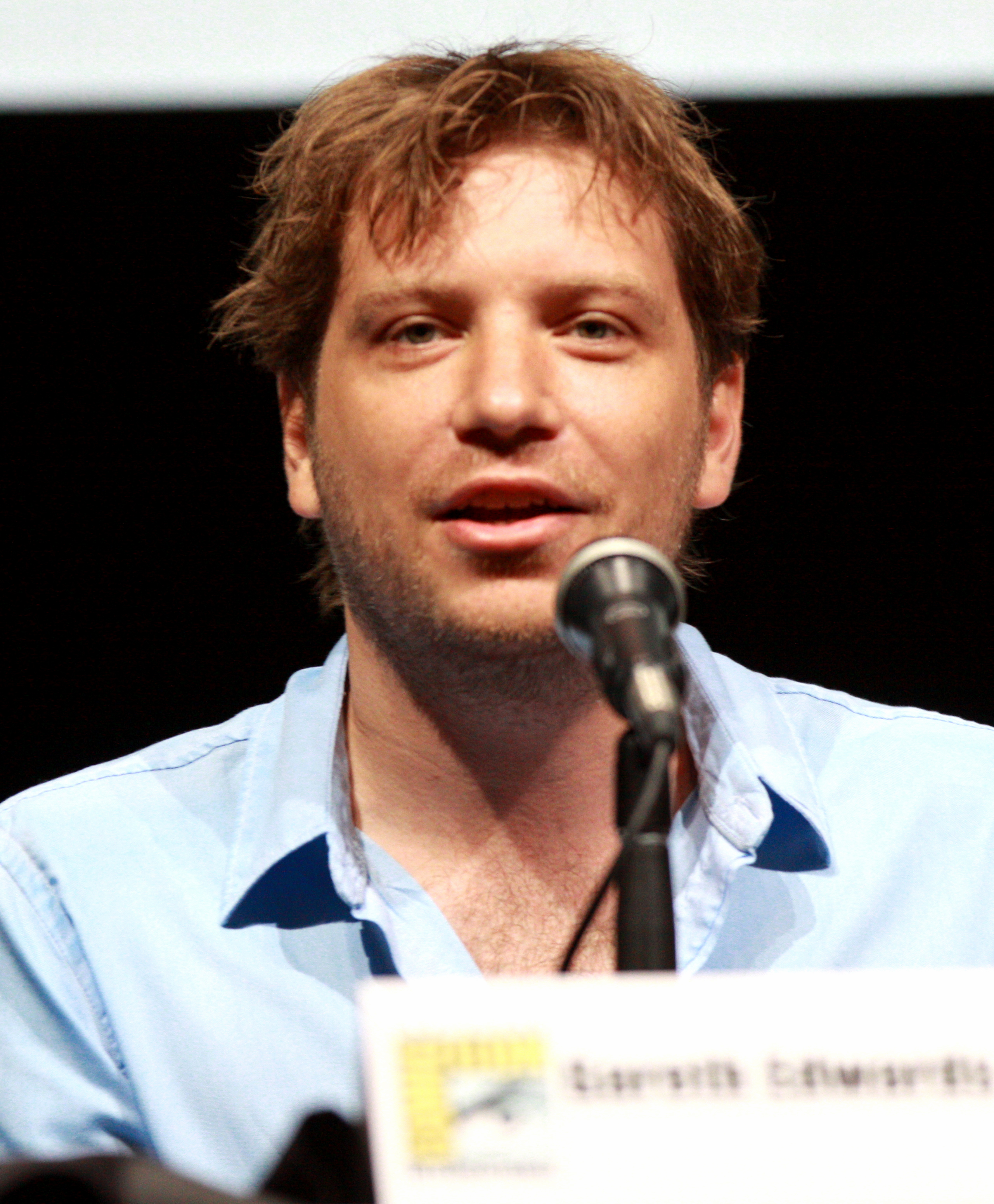
Gareth Edwards en 2013.

En mars 2013, il tourne le reboot Godzilla, une plus grosse production, pour Warner Bros. et Legendary Pictures. Il sort en mai 2014 en avant-première mondiale à Los Angeles. Ce film est un succès au box-office mondial avec plus de 529 millions dollars de recettes,.
En mai 2014, il est choisi en tant que réalisateur d'un film dérivé de la saga Star Wars intitulé Rogue One: A Star Wars Story,. Le film, sorti en décembre 2016, est bien accueilli par la critique et un succès commercial. Pour ce film, il est récompensé meilleur réalisateur à la 22e cérémonie des Empire Awards en mars 2017.
En octobre 2014, au festival du film de Londres, il présente, en tant que producteur délégué, le film Monsters: Dark Continent réalisé par Tom Green, faisant suite à son film Monsters.
En février 2020, il signe pour écrire et réaliser le film de science-fiction The Creator (2023) pour Regency Enterprises, sur fond d'une guerre entre les humains et l'intelligence artificielle. Il tourne en Thaïlande, le 17 janvier 2022,. À sa sortie, le film reçoit un accueil positif, mais un échec commercial.
En 2024, Universal Pictures l'engage pour réaliser un nouvel opus de la licence Jurassic World, Jurassic World : Renaissance, prévu pour 2025.

## Filmographie

### Réalisateur

#### Longs métrages
- 2010 : Monsters
- 2014 : Godzilla

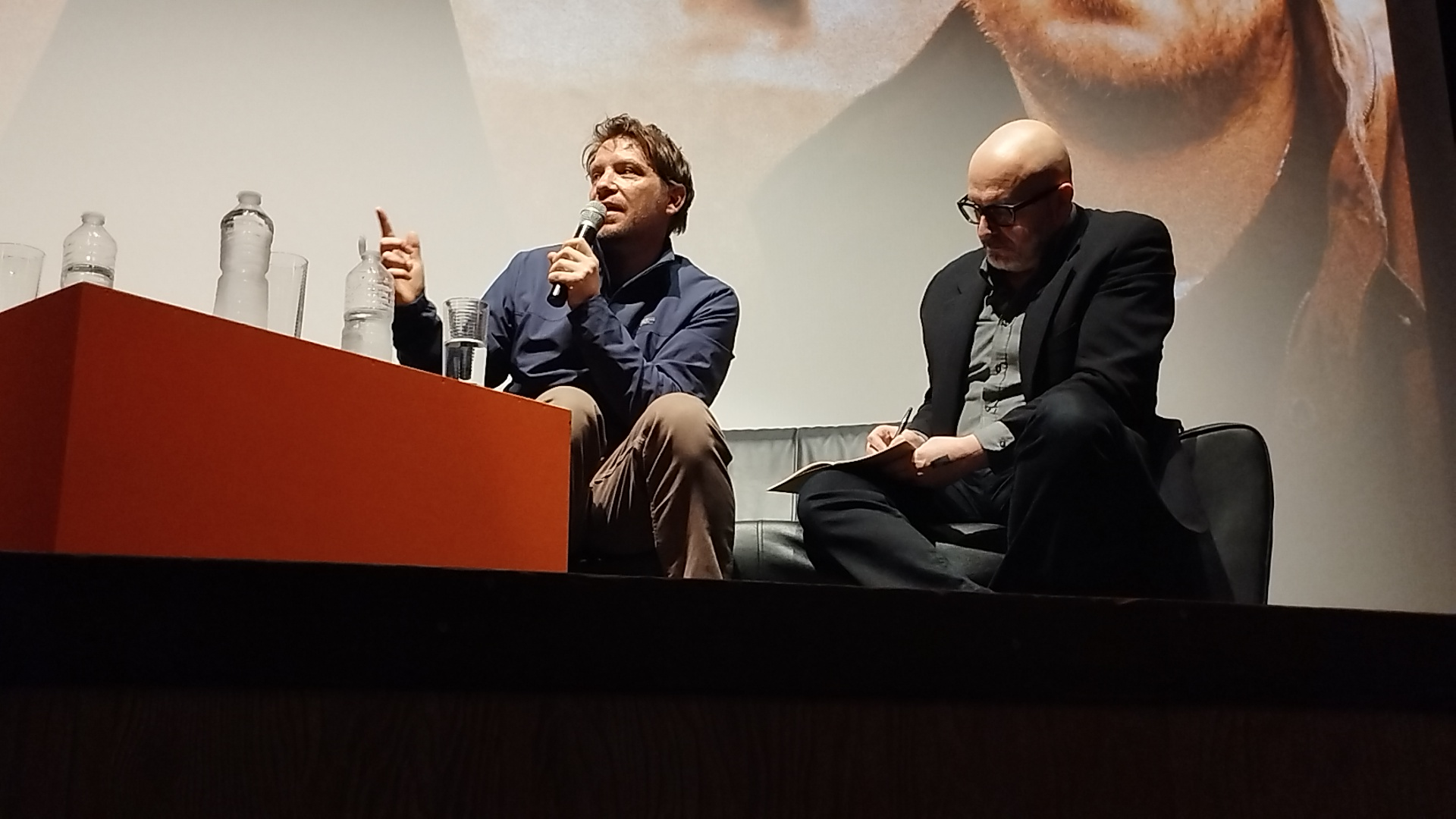
Gareth Edwards lors de sa masterclass au Festival international du film fantastique de Gérardmer 2024.

- 2016 : Rogue One: A Star Wars Story
- 2023 : The Creator
- 2025 : Jurassic World : Renaissance (Jurassic World Rebirth)

#### Court métrage
- 2008 : Factory Farmed

#### Téléfilm
- 2005 : End Day (en) (documentaire)

#### Séries télévisées
- 2006 : Perfect Disaster (documentaire ; 2 épisodes)
- 2008 : Heroes and Villains (documentaire ; saison 1, épisode 2 : Attila the Hun)

### Scénariste

#### Longs métrages
- 2010 : Monsters de lui-même
- 2023 : The Creator de lui-même

#### Court métrage
- 2008 : Factory Farmed de lui-même

#### Téléfilm
- 2005 : End Day (en) de lui-même (documentaire)

### Producteur

#### Longs métrages
- 2010 : Monsters de lui-même
- 2014 : Monsters: Dark Continent de Tom Green (producteur délégué)
- 2023 : The Creator de lui-même

### Effets spéciaux

#### Longs métrages
- 2007 : Dans l'ombre de la lune (In the Shadow of the Moon) de David Singtonn (documentaire)
- 2010 : Monsters de lui-même
- 2020 : Chasing Childhood de Margaret Munzer et LoebEden Wurmfeld (documentaire)

#### Téléfilms
- 2004 : Dive to Bermuda Triangle de Karen Kelly et Nigel Paterson (documentaire)
- 2005 : Hiroshima de Paul Wilmshurst (documentaire)
- 2005 : UFO's: The Secret Evidence d'Alex Hearle (documentaire)

#### Séries télévisées
- 2003 : Les Sept Merveilles du monde industriel (Seven Wonders of the Industrial World) (documentaire ; 7 épisodes)
- 2005 : Space Race (documentaire ; 2 épisodes)
- 2006 : Perfect Disaster (documentaire ; 2 épisodes)

## Distinctions

### Récompenses
- Austin Film Critics Association Awards 2010 : meilleur premier long métrage Monsters[5]

- British Independent Film Awards 2010[6] :
  - Meilleur réalisateur pour Monsters
  - Meilleure réalisation technique
  - Meilleur technique en production

- Saturn Awards 2011 : meilleur film international pour Monsters[17]

### Nominations
- British Independent Film Awards 2010[6] :
  - Meilleur film indépendant britannique
  - Prix Douglas Hickox

- Saturn Awards 2011 : meilleure édition spéciale DVD pour Monsters[17]

#### Bases de données et dictionnaires
- Ressources relatives à l'audiovisuel :   - AllMovie
  - Allociné
  - Ciné-Ressources
  - IMDb
- Ressource relative aux beaux-arts :   - National Portrait Gallery
- Ressource relative à la musique :   - MusicBrainz
- Notices d'autorité :   - VIAF
  - ISNI
  - BnF (données)
  - IdRef
  - LCCN
  - GND
  - Espagne
  - Pays-Bas
  - Pologne
  - NUKAT
  - Tchéquie
  - Corée du Sud
  - WorldCat